# Americana (2023)
Americana ist ein Thriller und das Regiedebüt von Tony Tost. Der Kriminalfilm mit Sydney Sweeney, Paul Walter Hauser, Eric Dane, Zahn McClarnon und Simon Rex feierte im März 2023 beim South by Southwest Film Festival seine Premiere und soll im August 2025 in die US-Kinos kommen.

## Handlung
Nachdem ein mythisches Ghost Shirt der Lakota gestohlen wurde, gelangt es über einen Schwarzmarkt versehentlich in eine Kleinstadt in South Dakota. Da das Kleidungsstück, das dem Stamm der Lakota heilig ist, seinem Besitzer Macht und Reichtum garantiert, gibt es eine Reihe von Menschen, die sich auf die Suche nach diesem legendären Artefakt der amerikanischen Ureinwohner machen.

## Produktion

### Filmstab und Besetzung

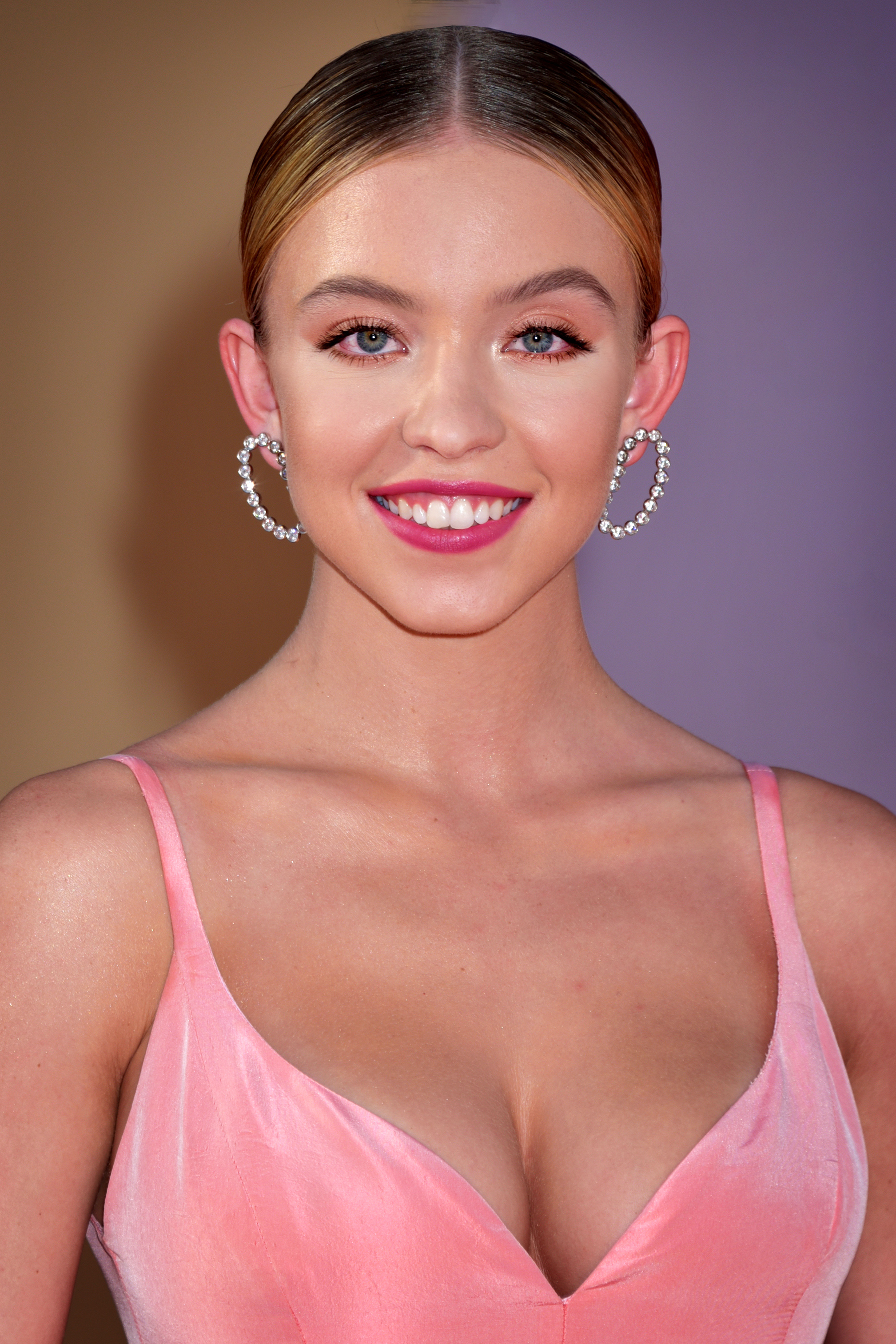
Sydney Sweeney spielt in der Hauptrolle Penny Jo Poplin

Regie führte Tony Tost, der auch das Drehbuch schrieb. Es handelt sich bei Americana um sein Regiedebüt. Zuvor war er als Entwickler und Drehbuchautor für die Fernsehserien Damnation und Longmire tätig.
Neben Sydney Sweeney und Paul Walter Hauser, die in den Hauptrollen Penny Jo Poplin und Lefty Ledbetter spielen, sind im Film Eric Dane als Dillon MacIntosh, Joe Adler als Fun Dave, Simon Rex als Roy Lee Dean und Zahn McClarnon als Ghost Eye zu sehen. Zudem ist die Pop- und R&B-Sängerin Halsey in ihrer ersten Filmrolle zu sehen und spielt Mandy Starr. Gavin Maddox Bergman spielt Cal Starr. Weiter auf der Besetzungsliste finden sich Derek Hinkey, Toby Huss und Harriet Sansom Harris.

### Filmmusik, Marketing und Veröffentlichung
Die Filmmusik komponierte David Fleming, der zuletzt für die Filme Hillbilly-Elegie von Ron Howard und The Unforgivable von Nora Fingscheidt tätig war.
Der Film feierte am 17. März 2023 beim South by Southwest Film Festival seine Premiere. Der erste Trailer wurde kurz zuvor vorgestellt, ein weiterer Mitte Mai 2025.
Am 22. August 2025 soll der Film in ausgewählte US-Kinos kommen.

## Rezeption

### Kritiken
Von den bei Rotten Tomatoes aufgeführten Kritiken sind 69 Prozent positiv.

### Altersfreigabe
In den USA erhielt der Film  ein R-Rating, was einer Freigabe ab 17 Jahren entspricht.